# بوب براكن
بوب براكن (بالإنجليزية: Bob Bracken)‏ هو لاعب كرة قدم أمريكية أمريكي، ولد في 4 يناير 1885 في بولو في الولايات المتحدة، وتوفي في 29 يوليو 1965.